# ناحیه گودفارم، شهرستان گراندی، ایلینوی
ناحیه گودفارم (به انگلیسی: Goodfarm Township) یک منطقهٔ مسکونی در ایالات متحده آمریکا است که در شهرستان گراندی، ایلینوی واقع شده‌است. ناحیه گودفارم ۱۸۶ متر بالاتر از سطح دریا واقع شده‌است.